# Resident Evil: Retribution
Resident Evil: Retribution, amerikansk / tysk film från 2012. Filmen är skriven, regisserad och producerad av Paul W.S. Anderson.

## Rollista
- Milla Jovovich - Alice
- Michelle Rodriguez - Rain Ocampo
- Kevin Durand - Barry Burton
- Sienna Guillory - Jill Valentine
- Shawn Roberts - Albert Wesker
- Aryana Engineer - Becky
- Colin Salmon - James "One" Shade
- Johann Urb - Leon S. Kennedy
- Boris Kodjoe - Luther West
- Li Bingbing - Ada Wong
- Oded Fehr - Carlos Oliveira
- Mika Nakashima - J-Pop Girl